# مقتل كريستين فرنش
كريستين داون فرنس (10 مايو 1976- 19 أبريل 1992م) هي طالبة كندية قتلها كل من كارلا هومولكا وبول برناردو. ودٌفنت في حدائق بلاسنتافيو بإقليم نياجارا بمدنية أونتاريو بكندا.

## عن حياتها
كانت كريستين فرنس عضو بفريق البريسشين للتزلج علي الجليد والذي فاز بعدد من المداليات، كما كانت عضوا أيضا بفريق التجديف للفتيات بالمدرسة الثانوية الكاثوليكية هولي كروس بسانت كاثرين.

## الاختطاف والقتل
في إبريل 1992، وفي طريق عودتها من المدرسة الثانوية هولي كروس، وهي المدرسة الكاثوليكية في سانت كاثرين، وعند مدخل موقف سيارات كنسية لوثر جريس إقترب القاتلان المحترفان كارلا هومولكا وبول برناردو من كريستين فرنس بحاجة السؤال عن عنوان. وبينما كانت كريستين فرنس تساعد كارلا هومولكا في العنوان، هاجمها بول برناردو من الخلف وهددها بالسكين وأجبرها علي ركوب السيارة. ولقد رأي عدد من شهود العيان واقعة الخطف.1
وأحتجزت لمدة ثلاثة أيام، خلالها قاما كارلا هومولكا وبول برناردو بتصوير فيديو لأنفسهم وهما يعذبا الفتاة ذات الخمسة عشرة عامًا ويعرضها للإذلال الجنسي والإهانة بينما يجبرها علي شرب كمية ضخمة من المشروبات الكحولية. ثم قٌتلت في 19 إبريل 1992 . ووٌجد جسدها العاري في مصرف بمحازة طريق رقم (1) في شمال مدينة بيرلينجتون في 30 إبريل 1992. 

## عواقب الجريمة
خلال فترة اختفاء كريستين فرنس، إختار زملائها ومدرسيها وأصدقائها بمدرسة هولي كروس الثانوية الشريط الأخضر للأمل كرمز لعملية بحثهم. كما أطلقت مدرسة كريستين فرنس اسم حملة الشريط الأخضر للأمل علي الحملة الوطنية التي قامت بها الجمعية الخيرية لإيجاد الأطفال بكندا والحكومة والمؤسسات والأفراد لجمع التبرعات وزيادة الوعي حول الأطفال المفقودين.
أُطلق اسم الشريط الأخضر علي طريق بسانت كاثرين كما وٌضع نصب تذكاري لكريستين فرنس في بدايته تكريما لذكرها. وكذلك أطلق اسم فريق الشريط الأخضر علي فريق الشرطة المسئول عن إيجاد من قتل ليسلي مارفي وكريستين فرنس على الرغم من إنهم قد تم الزج بهم في جدال عن دور الإعلام في تحقيقات الشرطة.
ولا يمكن نسيان رفض كريستين فرنس للتعاون مع خاطفيها في أخر فترة من اختطافها حيث قالت «هناك ما يستحق أن يموت المرء من أجله». وقالت لبول برناردو: «لا اعرف كيف تستطيع زوجتك التواجد معك.» وعلي أحدي النصب التذكارية لتخليد ذكرها حُفر «سيرتها مصدر للإلهام.»